# Wiercenia odprężające
Wiercenia odprężające – jedna z metod aktywnej profilaktyki tąpaniowej. Powoduje ona odprężenie strefy pokładu w pobliżu ociosu i oddalenie od niego strefy wzmożonych naprężeń. Polega na wykonaniu w ociosie chodnika wielkośrednicowych otworów o określonej długości i określonej odległości od siebie.
W trakcie wykonywania wierceń w wyrobisku może dojść do odprężenia, co wymaga dodatkowych zabezpieczeń w czasie wykonywania robót. W Polsce metoda ta jest stosowana od późnych lat 60.